# Can Poal de la Costa
Can Poal de la Costa és una masia de Terrassa (Vallès Occidental) protegida com a bé cultural d'interès local.

## Descripció
Masia vallesana dels turons de la Costa. Està formada per diversos cossos que s'han anat afegint al llarg del temps. El cos principal presenta una façana plana, de dues plantes, paral·lela al carener, amb ràfec decorat amb imbricacions de teula àrab. Al primer pis s'obren grans obertures verticals que donen a una gran balconada de ferro. A la banda nord i llevant hi ha unes galeries d'arc de mig punt, obertes, a nivell de les dues plantes. Al seu voltant es desenvolupen les dependències d'allotjaments i masoveria, graners, magatzems, amb un clos al davant de la porta principal.

## Història
Prop de la casa van aparèixer restes arqueològiques d'època romana (Tegulae).